# Gramond
Gramont (occità) o Gramond (francès) és un municipi francès al departament de l'Avairon (regió d'Occitània).

## Geografia
L'1 de gener de 2024 es tipificà Gramond com a municipi rural amb habitatges dispersos, d'acord a la nova quadrícula de densitat municipal de 7 nivells definida per l'INSEE l'any 2022 Es troba fora d'una unitat urbana I. A més el municipi forma part de l'àrea d'atracció de Rodez, essent un dels municipis de la corona categoritzat en les àrees de De 50.000 a menys de 200.000 habitants. · 

### Usos del sol

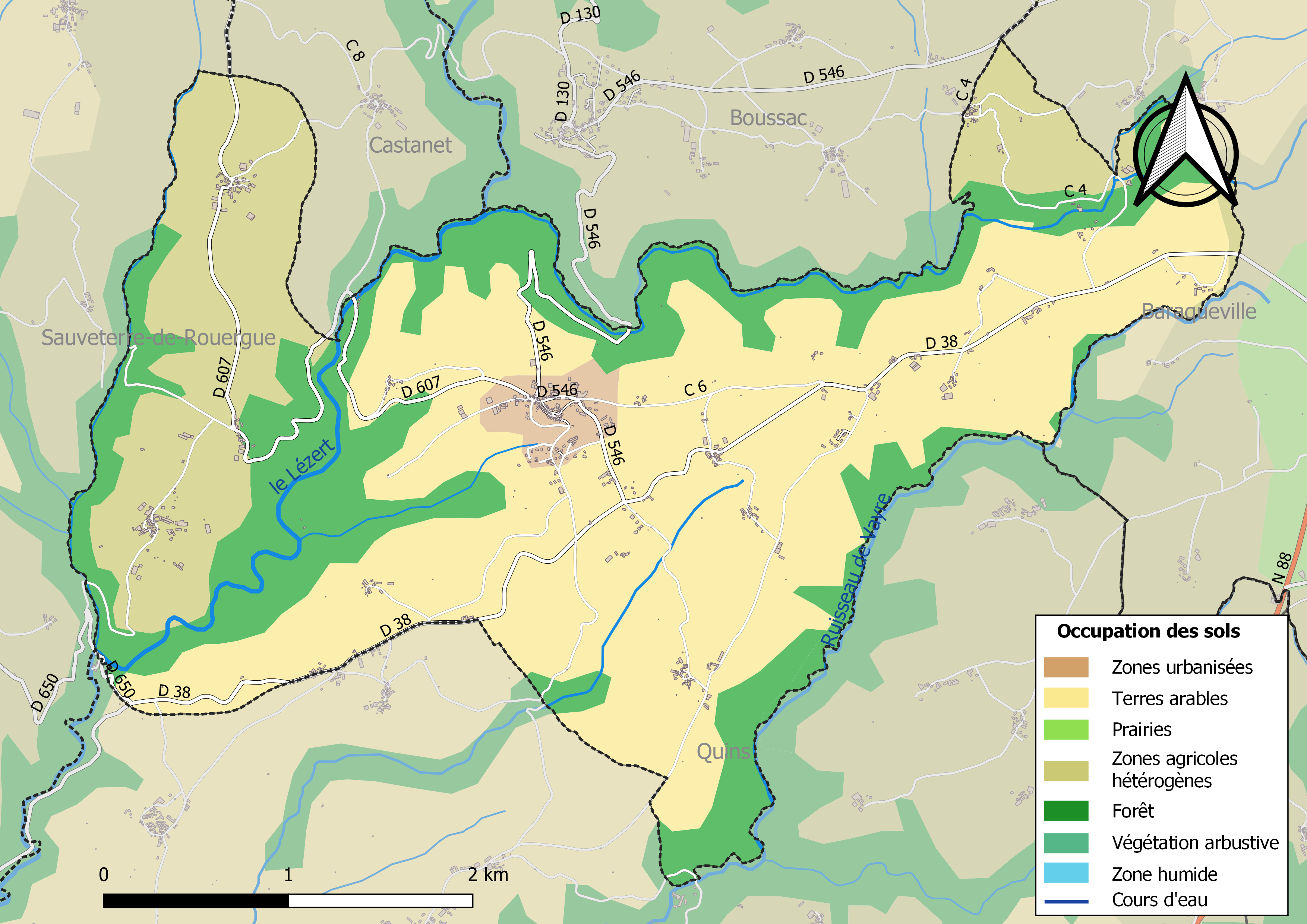
Infraestructures i usos del sòl al municipi de Gramond.

L'ús del sòl del municipi, tal com es desprèn de la base de dades biofísica europea d'usos del sòl CORINE Land Cover (CLC), està marcat per la importància dels territoris agraris (71,8% el 2018), a la baixa respecte al 1990 (73,6%). La distribució detallada l'any 2018 és la següent: terres de conreu (52,4%), boscos (25,9%), zones agrícoles heterogènies (19,4%), zones urbanitzades (2,2%)

### Planificació
La llei Llei relativa a la solidaritat i la renovació urbana (SRU) del 13 de desembre de 2000 va encoratjar fermament els municipis a agrupar-se en un establiment públic, per determinar les parts d'ordenació territorial dins d'un SCoT (Schéma de cohérence territoriale), un document d'orientació estratègica essencial per a les polítiques públiques a gran escala. El municipi es troba al territori del Centre Ouest Aveyron SCoT aprovat el febrer de 2020. L'estructura de suport és el pol d'equilibri territorial i rural Centre Ouest Aveyron, que agrupa nou EPCI (Établissement public de coopération intercommunale), concretament la comunitat de municipis Pays Ségali, de la qual el municipi és membre.
L'any 2017 el municipi ja havia aprovat un mapa municipal.

### Riscos ambientals
El territori del municipi de Gramond és vulnerable a diversos riscos naturals: climàtics (hiverns excepcionals o onades de calor), incendis forestals i terratrèmols (sismicitat molt baixa). També està exposat a un risc particular, el risc de radó.
En diverses parts del territori nacional, el radó, acumulat en determinades cases o altres locals, pot constituir una important font d'exposició de la població a radiacions ionitzants. Tots els municipis del departament estan afectats pel risc de radó a un nivell més o menys elevat. D'acord ael fitxer de grans riscos del departament establert l'any 2013, el municipi de Gramond fou classificat amb risc mitjà o alt. Un decret de 4 de juny de 2018 va modificar la terminologia de zonificació definida al «codi de salut pública»  i es va completar amb un decret de 27 de juny de 2018 que delimitava les zones amb potencial de radó al territori francès. La ciutat es troba ara a la zona 3, és a dir, una zona amb un important potencial de radó.
El Pla Departamental de protecció dels boscos contra els incendis divideix el departament de l'Aveyron en set “conques de risc” i defineix la sensibilitat dels municipis a la perillositat dels incendis forestals (de baix a molt alt). El municipi està classificat com de baixa sensibilitat.

## Demografia
| 1962                                       | 1968 | 1975 | 1982 | 1990 | 1999 |
| ------------------------------------------ | ---- | ---- | ---- | ---- | ---- |
| 507                                        | 526  | 477  | 417  | 390  | 367  |
| Des de 1962: població sense dobles comptes |      |      |      |      |      |

## Administració
| Període | Identitat    | Partit |
| ------- | ------------ | ------ |
| 2001-   | André Bories |        |